# المجمع الفيزيائي الياباني
المجمع الفيزيائي الياباني هي منظمة للفيزيائيين تأسست عام 1877م كأول جمعية للعلوم الطبيعية في اليابان. تضم هذه الجمعية 20000 عضوا، بما في ذلك أساتذة جامعات وباحثين ومعلمين ومهندسين.

## أهدافها
إن من أهم أهدافها هو نشر تقارير بحثية لأعضائها وتزويدهم بكل ما يتعلق بعلم الفيزياء.

## الإتفاقيات المتبادلة
أبرمت الجمعية الفيزيائية اليابانية اتفاقيات متبادلة مع سبع جمعيات فيزيائية أخرى حول العالم، ومنها:
الجمعية الفيزيائية الأمريكية.
الجمعية الفيزيائية الألمانية.
الجمعية الفيزيائية المكسيكية.
الجمعية الفيزيائية الكورية.
بحيث يمكن لأعضاء أي من هذه الجمعيات المشاركة في أنشطة الجمعيات الأخرى على أساس الشراكة المتساوية.